# Hernando de Ballesteros el Mozo
Hernando de Ballesteros el Mozo (¿?, mediados del siglo XVI-posiblemente Sevilla, posiblemente 1610) fue un platero español.

## Biografía y obra
Era hijo del platero Hernando de Ballesteros el Viejo y Ana de Narváez. En 1560 contrajo matrimonio con Ana de Illescas. En 1579 fue nombrado platero de la Catedral de Sevilla. Su hermano, Juan Ballesteros Narváez, machó a América en 1564 y trabajó en la Casa de la Moneda de Potosí. En 1596 Hernando de Ballesteros el Mozo le sustituyó en las labores de ensayes en este lugar. También consta su presencia en América en 1603. En el libro de defunciones de la parroquia del Sagrario de Sevilla figura que falleció un hombre llamado Hernando de Ballesteros en 1610 y es posible que se trate de esta persona.
Su obra conservada es la siguiente:
- Hacia 1562. Cáliz del convento de Santa Inés. Écija.[5]
- Hacia 1569. Copón de la Iglesia de la Asunción. Segura de León.[6]
- 1572. Cruz. Iglesia de la Asunción. Lora del Río.[7]
- 1573-1574. Custodia portátil. Iglesia de la Asunción. Lora del Río.[8]
- 1575. Portapaz. Parroquia de Calzadilla de los Barros.[9]
- 1579-1581. Blandones conocidos como "los Gigantes" de la Catedral de Sevilla.[10]
- Década de 1580. Colaboración con Juan de Arfe en la elaboración de la custodia de asiento de la Catedral de Sevilla.[11]
- 1590. Cruz parroquial. Mairena del Aljarafe.[12]

También se le han atribuido las mazas de la Universidad de Sevilla, que habrían sido realizadas en la década de 1580, unas ánforas de los santos óleos que se guardan en la catedral y en la Iglesia del Salvador de Sevilla, que habrían sido realizadas en 1588, y una cruz de altar de la Iglesia de la Asunción de Lora del Río, que habría sido realizada en 1589.